# Championnats d'Europe de triathlon 2000
Navigation
Édition précédente Édition suivante
Les championnats d'Europe de triathlon 2000 sont la seizième édition des championnats d'Europe de triathlon, une compétition internationale de triathlon sous l'égide de la fédération européenne de ce sport. L'épreuve est constituée de 1 500 mètres de natation, 40 kilomètres de vélo puis 10 kilomètres de course à pied.
Cette édition se tient dans la ville néerlandaise de Stein et elle est remportée par le britannique Andrew Johns chez les hommes et par la belge Kathleen Smet chez les femmes.

## Palmarès

### Hommes
| Rang               | Triathlète             | Temps           |
| ------------------ | ---------------------- | --------------- |
| Médaille d'or      | Andrew Johns           | 1 h 54 min 31 s |
| Médaille d'argent  | Reto Hug               | 1 h 54 min 34 s |
| Médaille de bronze | Eric Van der Linden    | 1 h 54 min 40 s |
| 4                  | Sylvain Dodet          | 1 h 54 min 42 s |
| 5                  | Maik Petzold           | 1 h 54 min 44 s |
| 6                  | Tim Don                | 1 h 54 min 55 s |
| 7                  | Filip Ospalý           | 1 h 55 min 4 s  |
| 8                  | Richard Allen          | 1 h 55 min 19 s |
| 9                  | Andriy Glushchenko     | 1 h 55 min 25 s |
| 10                 | Volodymyr Polikarpenko | 1 h 55 min 27 s |

### Femmes
| Rang               | Triathlète       | Temps           |
| ------------------ | ---------------- | --------------- |
| Médaille d'or      | Kathleen Smet    | 2 h 6 min 48 s  |
| Médaille d'argent  | Magali Messmer   | 2 h 7 min 22 s  |
| Médaille de bronze | Julie Dibens     | 2 h 8 min 54 s  |
| 4                  | Marie Overbye    | 2 h 9 min 17 s  |
| 5                  | Sian Brice       | 2 h 9 min 21 s  |
| 6                  | Christiane Pilz  | 2 h 9 min 52 s  |
| 7                  | Pilar Hidalgo    | 2 h 10 min 11 s |
| 8                  | Brigitte McMahon | 2 h 10 min 27 s |
| 9                  | Michelle Dillon  | 2 h 10 min 52 s |
| 10                 | Eva Bramböck     | 2 h 10 min 58 s |